# Pilotrichopsis robusta
Pilotrichopsis robusta là một loài rêu trong họ Cryphaeaceae. Loài này được P.C. Chen mô tả khoa học đầu tiên năm 1955.